# Walter Krauland
Walter Krauland (* 10. April 1912 in Mooswald bei Gottschee, Österreich-Ungarn; † 13. August 1988 Vöcklabruck, Österreich) war ein österreichischer Rechtsmediziner und Hochschullehrer.

## Werdegang
Krauland wurde als Sohn eines Gymnasialdirektors in der deutschen Gottscheer Sprachinsel geboren. Er trat zum 26. Oktober 1932 der NSDAP bei (Mitgliedsnummer 1.307.480), im Mai 1938 zudem noch der SS (SS-Nummer 296.478). Er begann 1931 ein Medizinstudium an der Universität Wien, das er 1936 mit der Promotion bei Carl Sternberg abschloss. Seit 1931 gehörte Krauland auch der Wiener akademischen Burschenschaft Olympia an, der er zeitweise als Sprecher vorstand und für die er sechs Mensuren focht. Nach Abschluss des Studiums arbeitete er als Assistent bei Karl Meixner (ebenfalls Alter Herr der Burschenschaft Olympia) in Innsbruck, bei dem er 1942 mit der Arbeit Über die Aneurysmen der Schlagadern am Hirngrund und ihre Entstehung habilitierte.
Im Jahr 1950 wechselte er an die Westfälische Wilhelms-Universität Münster, wo er außerplanmäßiger Professor wurde. Krauland wurde 1955 als Nachfolger von Victor Müller-Heß auf den Lehrstuhl für Gerichtliche und Soziale Medizin der Freien Universität Berlin berufen. Krauland behielt den Lehrstuhl bis zu seiner Emeritierung 1983; abgelöst wurde er durch Volkmar Schneider

## Interessenschwerpunkt und Arbeitsgebiete
Walter Kraulands Hauptinteressen lagen auf dem Gebiet der Neuropathologie und Neurotraumatologie. Die Messung von Alkohol im Blut und seine Folgen in der Verkehrsmedizin waren ein von Krauland intensiv bearbeitetes Gebiet. In den 1960er Jahren gehörte er zu den ersten Medizinern die bei Crash-Tests mitwirkten
Neben seiner Habilitationsschrift galt sein Buch Über die Quellen des akuten und chronischen subduralen Hämatoms von 1961 als Standardwerk.

## Gutachter bei Todesfällen
Krauland trat in vielen Todesfällen als Gutachter auf. Zu seinen bekanntesten Fällen zählen der Günther Routhiers und Benno Ohnesorgs.

## Ehrungen
- Senator-Lothar-Danner-Medaille des Bundes gegen Alkohol und Drogen im Straßenverkehr, 1978
- Mitglied des Akademischen Rats der Humboldt-Gesellschaft, 1981
- Goldenes Doktordiplom der Universität Wien, 1988
- Ehrenmitglied der Deutschen Gesellschaft für Rechtsmedizin